# Ellicottville (New York, falu)
Ellicottville falu az USA New York államában, Cattaraugus megyében. Lakosainak száma 256 fő (2020. április 1.).

## Népesség
A település népességének változása:

| 2010 | 376 |
| 2020 | 256 |